# Лонгвіл (Луїзіана)
Лонгвіл (англ. Longville) — переписна місцевість (CDP) в США, в окрузі Борегард штату Луїзіана. Населення — 545 осіб (2020).

## Географія
Лонгвіл розташований за координатами 30°36′39″ пн. ш. 93°13′30″ зх. д. / 30.61083° пн. ш. 93.22500° зх. д. (30.610723, -93.225116).  За даними Бюро перепису населення США в 2010 році переписна місцевість мала площу 15,26 км², з яких 14,78 км² — суходіл та 0,48 км² — водойми.

## Демографія
Згідно з переписом 2010 року, у переписній місцевості мешкало 635 осіб у 231 домогосподарстві у складі 171 родини. Густота населення становила 42 особи/км².  Було 290 помешкань (19/км²).
Расовий склад населення:
| - 92,9 % — білих - 3,3 % — чорних або афроамериканців - 0,3 % — азіатів - 0,2 % — корінних американців |

До двох чи більше рас належало 2,5 %. Частка іспаномовних становила 3,5 % від усіх жителів.
За віковим діапазоном населення розподілялося таким чином: 29,0 % — особи молодші 18 років, 62,0 % — особи у віці 18—64 років, 9,0 % — особи у віці 65 років та старші. Медіана віку мешканця становила 36,4 року. На 100 осіб жіночої статі у переписній місцевості припадало 109,6 чоловіків;  на 100 жінок у віці від 18 років та старших — 107,8 чоловіків також старших 18 років.
За межею бідності перебувало 5,1 % осіб, у тому числі 0,0 % дітей у віці до 18 років та 0,0 % осіб у віці 65 років та старших.
Цивільне працевлаштоване населення становило 238 осіб. Основні галузі зайнятості: мистецтво, розваги та відпочинок — 22,7 %, роздрібна торгівля — 14,3 %, виробництво — 10,5 %, транспорт — 10,1 %.